# Digitalideae
Digitalideae (Dumort.) Dumort., 1829 è una tribù di piante angiosperme appartenenti alla famiglia delle Plantaginaceae.

## Etimologia
Il nome della tribù deriva dal suo genere tipo Digitalis L., 1753 la cui etimologia deriva dalla parola latina per "ditale" e fa riferimento alla particolare forma della corolla di uno dei fiori di questo genere. A denominare così questo genere è stato il botanico e medico tedesco Leonhart Fuchs (Wemding, 17 gennaio 1501 – Tubinga, 10 maggio 1566).
Il nome scientifico della tribù è stato definito dal botanico, naturalista e politico belga Barthélemy Charles Joseph Dumortier (Tournai, 3 aprile 1797 – 9 giugno 1878) nella pubblicazione "Analyse des Familles de Plantes: avec l'indication des principaux genres qui s'y rattachent. Tournay - 24. 1829." del 1829.

## Descrizione

### Portamento
Il portamento delle specie di questa tribù è erbaceo (annuale, bienne o perenne) oppure arbustivo. In alcune specie il portamento è rosulato o suffrutescente. L'indumento è da glabro o ghiandolare-pubescente a densamente villoso. I fusti sono eretti con sezione rotonda.

### Foglie

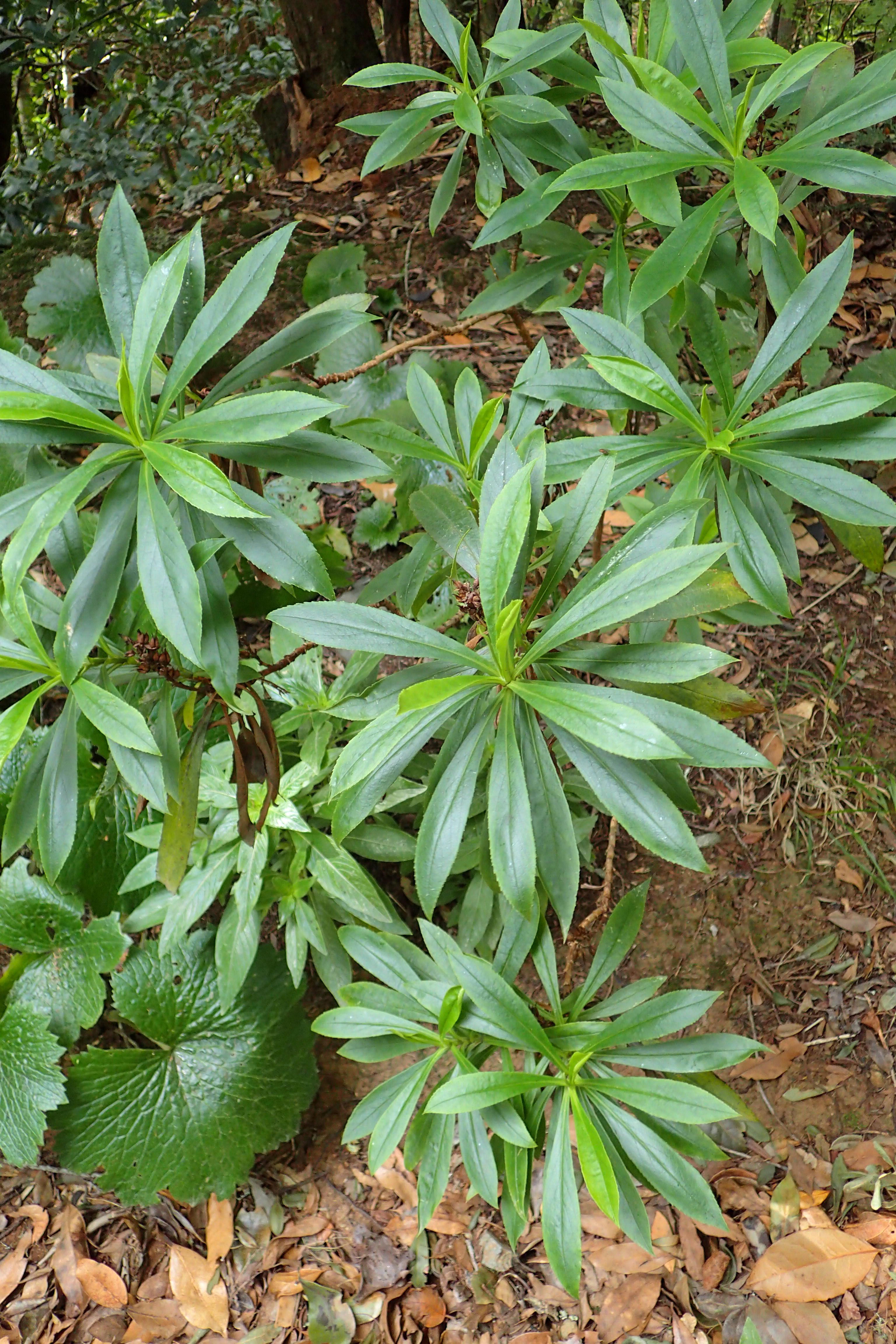
Le foglie
Digitalis canariensis

Le foglie cauline hanno una disposizione opposta (alternata in Erinus) e sono da subsessili a picciolate. In alcune specie sono presenti delle rosette basali (Digitalis), in altre il portamento è verticillato, in altre ancora sono aggregate in modo alternato alla fine dei rami (Isoplexis). In genere la lamina ha forme da lanceolato-lineari a ovoidi-oblunghe, con apici acuminati, base attenuata e bordi interi o da dentati a seghettati o crenati. La parte abassiale delle foglie presenta diverse venature anastomosate in rilievo.

### Infiorescenze

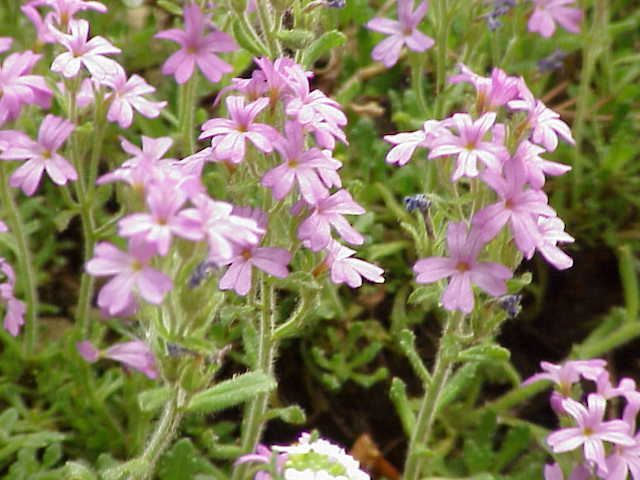
Infiorescenza
Erinus alpinus

Le infiorescenze sono racemose lasse provviste di brattee ovate. Spesso le infiorescenze hanno un portamento unilaterale a seguito della torsione dei pedicelli. I fiori sono da subsessili a brevemente pedicellati ed hanno in genere una posizione pendula per difendere il nettare e il polline dalla pioggia.

### Fiori

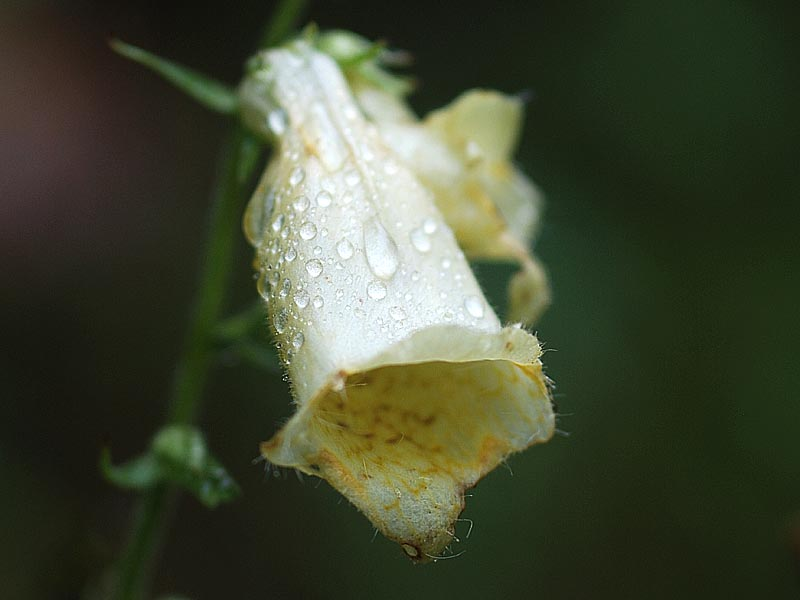
I fiori
Digitalis grandiflora

I fiori sono ermafroditi, zigomorfi e tetraciclici (ossia formati da 4 verticilli: calice– corolla – androceo – gineceo) e tetrameri (i verticilli del perianzio hanno più o meno 4 elementi ognuno).
- Formula fiorale:

X o * K (4-5), [C (4) o (2+3), A 2+2 o 2], G (2), capsula.
- Il calice, gamosepalo e persistente, è formato da un tubo campanulato terminante con 5 lobi profondamente divisi (in genere il lobo posteriore è più stretto). La forma dei lobi è da lanceolata-triangolare a lineare-oblunga.

- La corolla, gamopetala, è formata da un tubo da cilindrico a campanulato (a volte è piatto-globoso), normalmente ristretto verso la base, terminante con due labbra (a volte la corolla si presenta debolmente attinomorfa). Il labbro posteriore è ricurvo e dentellato, quello anteriore è più lungo. L'interno della corolla è munito di setole pelose per evitare l'intrusione di animaletti troppo piccoli per essere utilizzati per l'impollinazione. Il colore della corolla è porpora, violetto, bianco, arancio o giallo con venature/macchie brune o porpora.

- L'androceo è formato da 4 stami inclusi (o appena sporgenti) nel tubo corollino. I filamenti sono adnati alla corolla. Le antere sono sagittate ed hanno due teche separate (confluiscono all'apice), uguali con forme arrotondate. Le antere maturano prima dello stigma.

- Il gineceo è bicarpellare (sincarpico - formato dall'unione di due carpelli connati). L'ovario (biloculare) è supero con forme ovoidi-coniche. Gli ovuli per loculo sono da numerosi a pochi (4 per loculo), hanno un solo tegumento e sono tenuinucellati (con la nocella, stadio primordiale dell'ovulo, ridotta a poche cellule).[11]. Lo stilo ha uno stigma capitato o bilobo (in Erinus lo stilo è mancante per cui lo stigma è sessile). Il disco nettarifero è presente nella parte inferiore della corolla (sotto l'ovario).

### Frutti
I frutti sono delle capsule a due logge con deiscenza setticida. I semi sono angolosi, convessi dorsalmente e piatti ventralmente con testa membranosa o reticolata.

## Biologia
Le specie di questo raggruppamento si riproducono per impollinazione tramite insetti quali imenotteri, lepidotteri o ditteri (impollinazione entomogama) o tramite il vento (impollinazione anemogama) oppure, nei tropici, tramite colibrì (impollinazione ornitogama). Le macchie interne della corolla hanno lo scopo di guidare al nettare gli insetti pronubi..
La dispersione dei semi avviene inizialmente a causa del vento (dispersione anemocora); una volta caduti a terra sono dispersi soprattutto da insetti tipo formiche (mirmecoria).

## Distribuzione e habitat
La distribuzione delle specie di questo gruppo è fondamentalmente eurasiatica con climi più o meno temperati.

## Tassonomia
La famiglia Plantaginaceae comprende 105 generi e circa 1900 specie.

### Generi
La tribù Digitalideae si compone di 2 generi e 29 specie:
- Digitalis Tourn. ex L., 1753 (27 spp.)
- Erinus L., 1753 (2 spp.)

Nota: il genere Erinus recentemente è stato trasferito dalla sottotribù Wulfeniinae (tribù Veroniceae Duby, 1820).

### Filogenesi

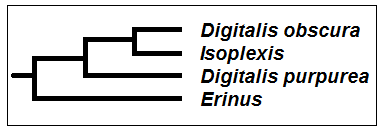
Cladogramma della tribù

Storicamente questo gruppo ha fatto parte della famiglia Scrophulariaceae (secondo la classificazione ormai classica di Cronquist). In seguito è stato descritto anche all'interno della famiglia Veronicaceae. Attualmente con i nuovi sistemi di classificazione filogenetica (classificazione APG) è stata assegnata alla famiglia delle Plantaginaceae e sottofamiglia Digitalidoideae (Dum.) Luerss..
Da un punto di vista filogenetico il genere Erinus risulta in posizione "basale". La tribù Digitalideae è "gruppo fratello" della tribù Veroniceae. Il cladogramma a lato tratto dallo studio citato e semplificato mostra l'attuale conoscenza della struttura filogenetica della tribù.

### Specie italiane
Nella flora spontanea italiana sono presenti due generi di questa tribù:
- Digitalis L. (Digitale): 5 specie.
- Erinus L. (Erinus): una specie (Erinus alpinus L.)

### Alcune specie

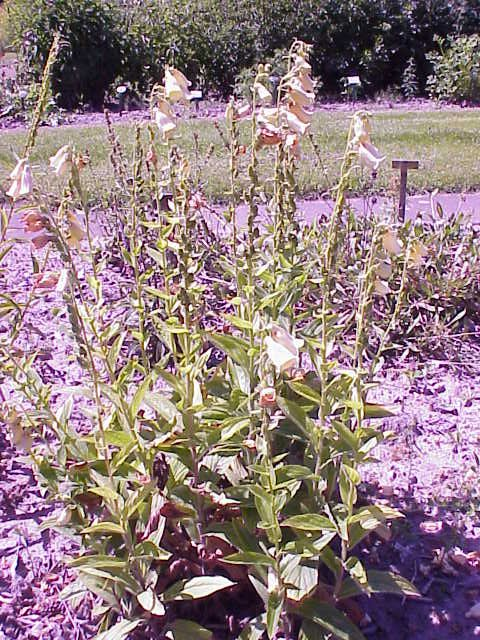
Digitalis ciliata
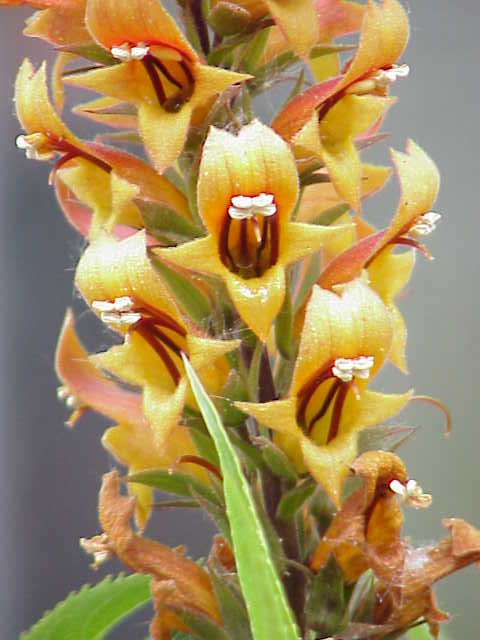
Digitalis isabelliana
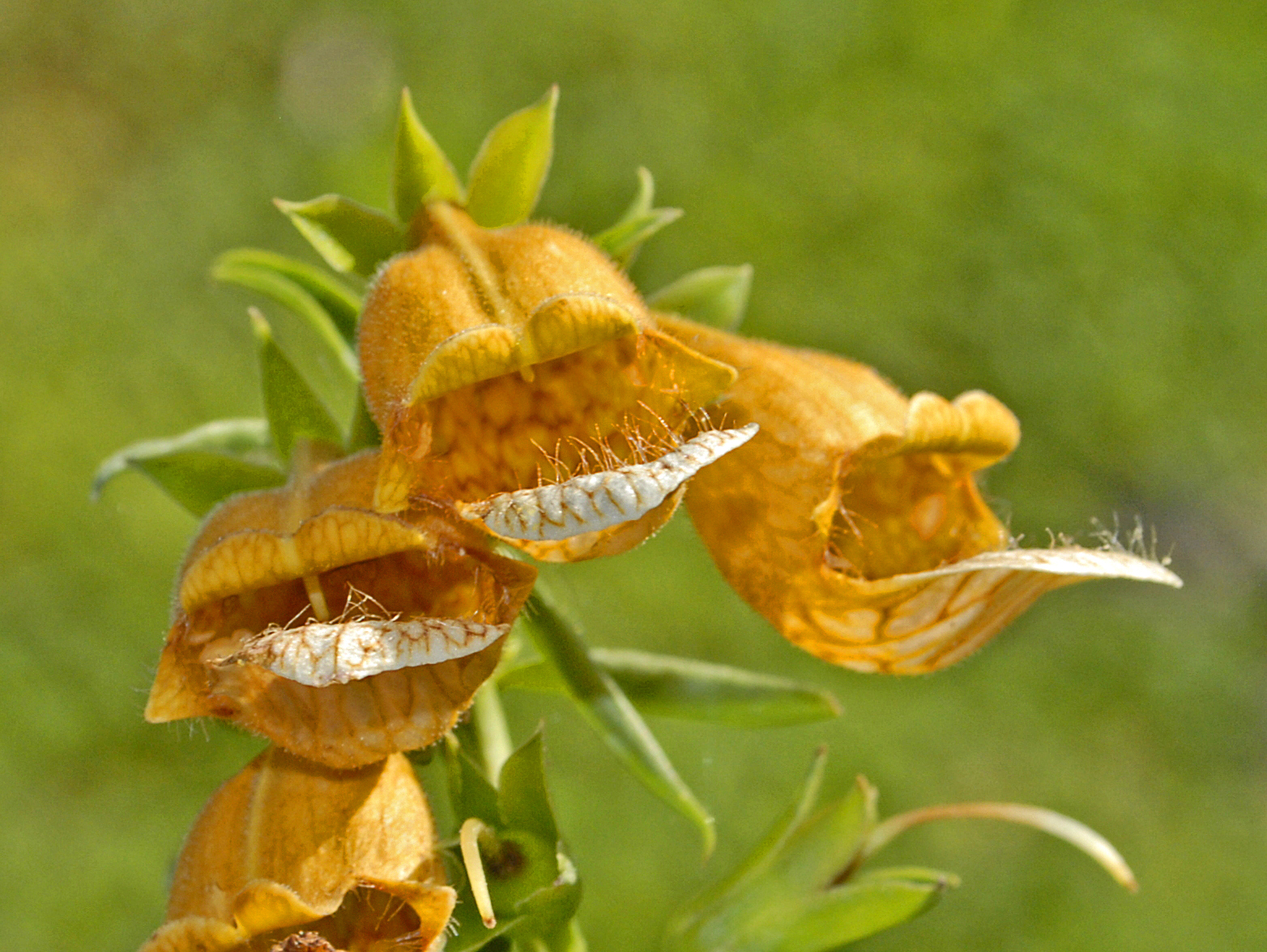
Digitalis laevigata
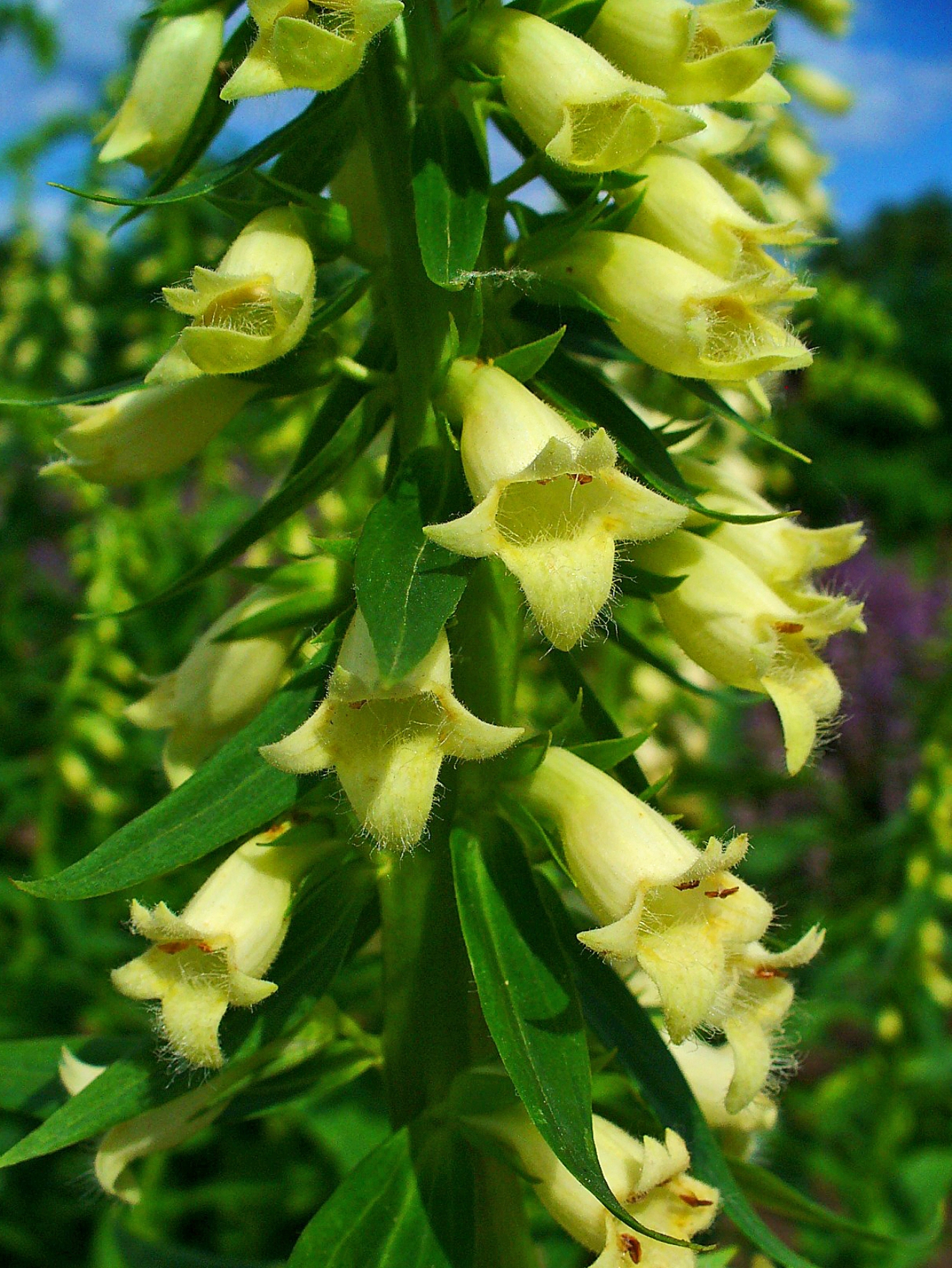
Digitalis lutea
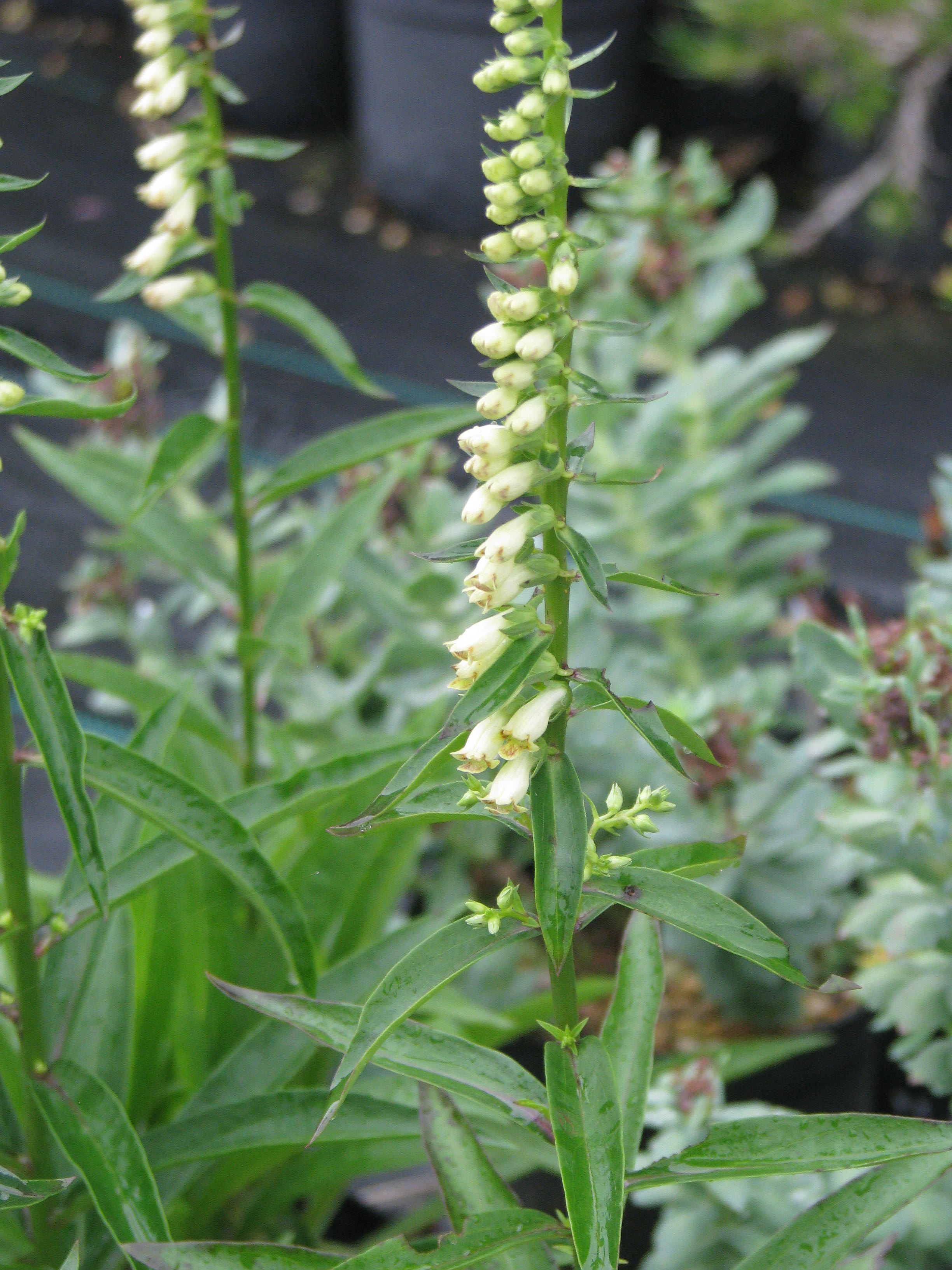
Digitalis micrantha
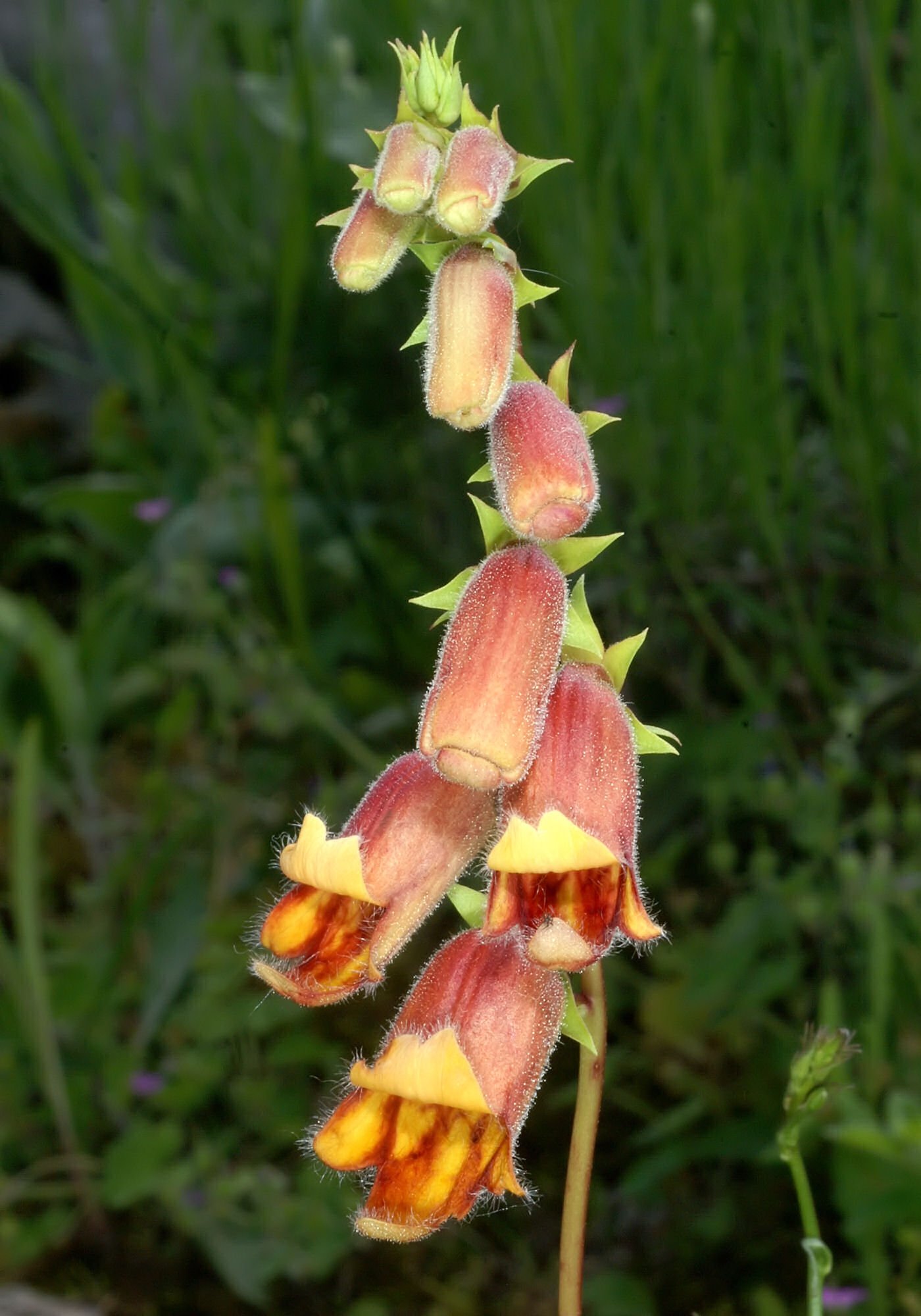
Digitalis obscura
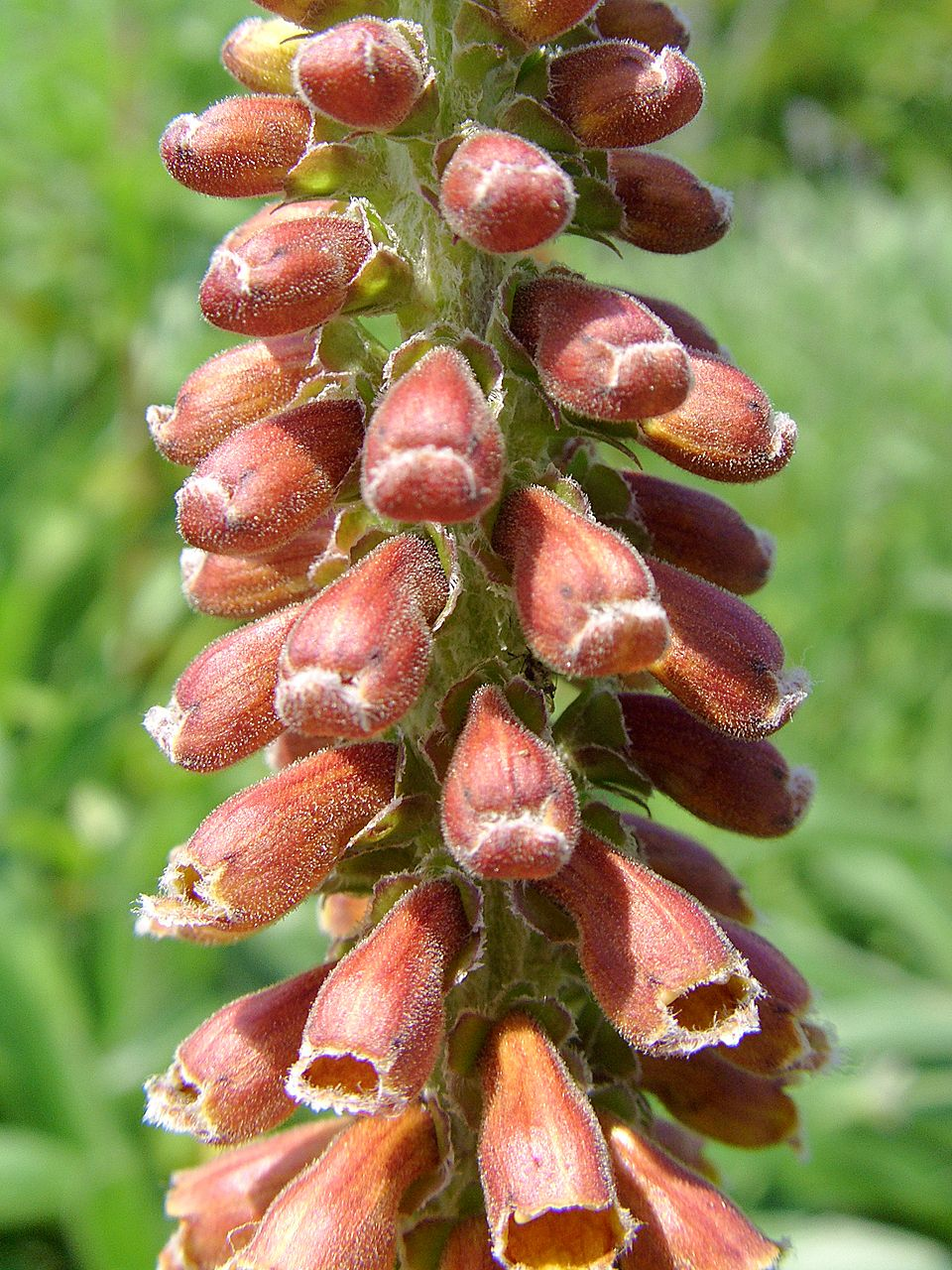
Digitalis parviflora
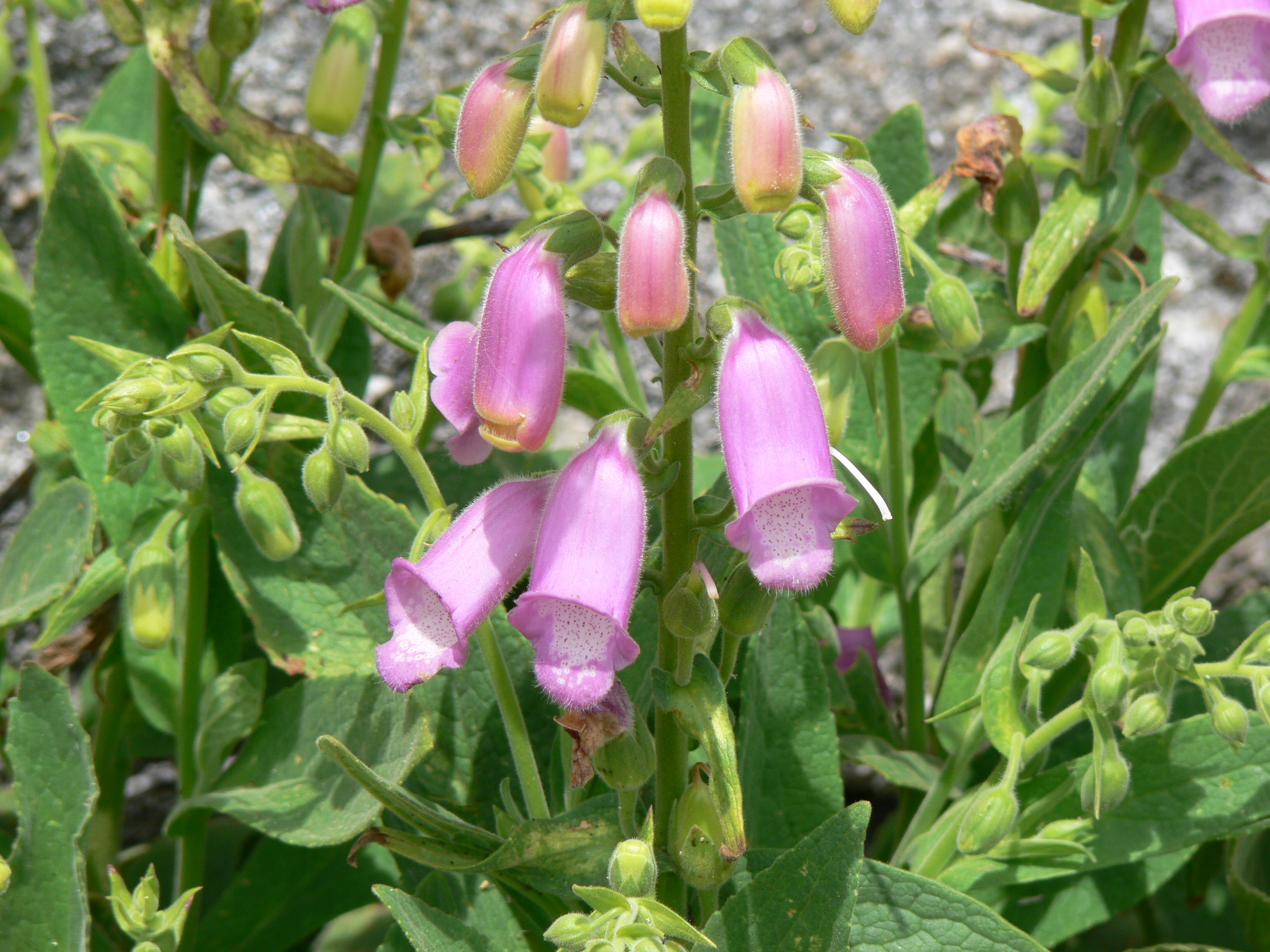
Digitalis thapsi